# IPX
Internetwork Packet Exchange of IPX is het netwerklaagprotocol in de IPX/SPX protocol stack. De IPX/SPX protocol stack wordt ondersteund door Novell NetWare en was vooral populair vanaf eind jaren 80 tot midden jaren 90. IPX wordt sindsdien minder en minder gebruikt wegens het succes van TCP/IP als primair internet protocol.

## IPX adressering
- Logische netwerken krijgen een uniek 32-bit hexadecimaal adres vanaf 0x1 tot en met 0xFFFFFFFE.
- Hosts hebben een 48-bit adres dat standaard bestaat uit het MAC-adres van de netwerkkaart. Dit adres wordt aan het logische netwerkadres gekoppeld om zo een uniek adres per host te bekomen.

### Overeenkomsten met IP
Het IPX netwerkadres komt overeen met het netwerkgedeelte van een IP-adres (het deel waar de netmask bestaat uit allemaal 1). Het host-adres in IPX komt overeen met het hostgedeelte van het IP-adres (het deel van de netmask dat uit nullen bestaat). Aangezien het host-adres normaal gezien hetzelfde is als het MAC-adres heeft men geen nood aan ARP.
IPX routeringstabellen zijn vrijwel identiek aan IP routeringstabellen.

### IPX overEthernet
IPX kan zonder problemen verstuurd worden over een ethernet-netwerk door middel van een van de volgende encapsulatietypes:
- 802.3 (raw)
- 802.2 (Novell)
- 802.2 (SNAP)
- Ethernet 2